# Трефиловка
Трефиловка — село в Ракитянском районе Белгородской области России. Административный центр Трефиловского сельского поселения.

## География
Село расположено в западной части Белгородской области, на правом берегу реки под названием Готня (приток Ворсклы).

## История
Село стало образовываться после 1674 года как часть сначала Тульской, а затем Белгородской засечной черты. Заселение местности шло в основном двумя путями: Московское правительство, с одной стороны, переселяло служилых людей из центральных областей, с другой, — перебирались сюда украинцы.
История возникновения села Трефиловка тесно связана с историей мужского Знаменского монастыря Хотмыжского уезда. Возникло оно как поселение черкас «…на порозжих землях» бывших хотмыжских детей боярских, занятых монастырем.
В 1779 году в Трефиловке проживало 256 черкас (считали только мужчин). В 1780 году входило в Хотмыжский уезд.
Впоследствии село Трефиловка входило в Курскую губернию Грайворонского уезда Лисичанской волости.
В 1887 году была построена (на средства прихожан) Николаевская церковь, при которой открыли церковно-приходскую школу  (разрушены в годы ВОВ).
После революции жители получили по 1,5 десятины земли на усадьбу и по 1 десятине на душу. К декабрю 1929 года была создана первая сельхозартель — «Ленинский путь» (председатель Сыромятников В.Д.).
В марте 1943 года через село проходила линия обороны Курской дуги, поэтому оно было почти полностью разрушено. Боевые позиции в селе и его окрестностях занимали 472 и 454 стрелковые полки. Освободили территорию от фашистских захватчиков воины 100-й стрелковой дивизии.
Во второй половине 1950-х годов село Трефиловка числилась в составе Введено-Готнянского сельсовета Ракитянского района, а в 1970-1990-е годы — центр Трефиловского сельсовета (села Введенская Готня, Лаптевка и Трефиловка, хутора Введенский, Ситное и Смирнов).
По состоянию на 1995 год в Трефиловке 2 фермерских хозяйства, медпункт, Дом культуры, средняя школа.
В 2010 году село Трефиловка — центр Трефиловского сельского поселения (2 села) Ракитянского района.

## Население
По сведениям переписей населения в Трефиловке на 17 января 1979 года — 862 жителя, на 12 января 1989 года — 609 (237 мужчин, 372 женщины), на 1 января 1994 года — 253 хозяйства и 531 житель.
На январь 1995 года число жителей села Трефиловка составило 512 человек.
В 1997 году в селе Трефиловка — 243 подворья и 512 жителей, в 1999 году — 504 жителя, в 2001 году — 484, в 2002 году — 492, в 2006 году — 494, в 2007 году — 500, в 2008 году — 494, в 2009 году — 489.
| 2002 | 2010 |
| ---- | ---- |
| 510  | ↘481 |